# Stazione di Padova Campo Marte
Stazione di Padova Campo Marte vasútállomás Olaszországban, Veneto régióban, Padova településen.

## Vasútvonalak
Az állomást az alábbi vasútvonalak érintik:
- Padova–Bologna-vasútvonal

## Kapcsolódó állomások
A vasútállomáshoz az alábbi állomások vannak a legközelebb: 
- Stazione di Abano
- Stazione di Padova